# Jonas Persson
Jonas Ragnvard Persson (Upsália, 24 de maio de 1913 — Estocolmo, 7 de maio de 1986) foi um ciclista sueco de ciclismo de pista.
Competiu nos Jogos Olímpicos de Verão de 1936 em Berlim, onde fez parte da equipe sueca que terminou em décimo sétimo na prova de 1 km contrarrelógio por equipes.